# Nowouspeniwka
Nowouspeniwka (ukrainisch Новоуспенівка; russisch Новоуспеновка Nowouspenowka) ist ein Dorf im Süden der ukrainischen Oblast Saporischschja mit etwa 1000 Einwohnern.
Das Dorf wurde 1861 gegründet. Es liegt mit dem Haltepunkt Ukrajinska nördlich der Bahnstrecke Mykolajiw–Fedoriwka, von der hier die Bahnstrecke Ukrajinska–Wassyliwka nach Norden abzweigt, 35 km nordwestlich vom Rajonzentrum Melitopol und etwa 90 km südlich vom Oblastzentrum Saporischschja entfernt.
Im März 2022 wurde der Ort durch russische Truppen im Rahmen des Russischen Überfalls auf die Ukraine eingenommen und befindet sich seither nicht mehr unter ukrainischer Kontrolle.

## Verwaltungsgliederung
Am 3. August 2017 wurde das Dorf zum Zentrum der neugegründeten Landgemeinde Nowouspeniwka (Новоуспенівська сільська громада/Nowouspeniwska silska hromada). Zu dieser zählen auch die 7 in der untenstehenden Tabelle aufgelisteten Dörfer sowie die Ansiedlung Tawrija, bis dahin bildete es zusammen mit dem Dorf Nowoiwaniwka die gleichnamige Landratsgemeinde Nowouspeniwka (Новоуспенівська сільська рада/Nowouspeniwska silska rada) im Osten des Rajons Wessele.
Seit dem 17. Juli 2020 ist sie ein Teil des Rajons Melitopol.
Folgende Orte sind neben dem Hauptort Nowouspeniwka Teil der Gemeinde:
| Name                     | Name         | Name                         |
| ukrainisch transkribiert | ukrainisch   | russisch                     |
| ------------------------ | ------------ | ---------------------------- |
| Biliwske                 | Білівське    | Беловское (Belowskoje)       |
| Bratoljubiwka            | Братолюбівка | Братолюбовка (Bratoljubowka) |
| Matwijiwka               | Матвіївка    | Матвеевка (Matwejewka)       |
| Nowoiwaniwka             | Новоіванівка | Новоивановка (Nowoiwanowka)  |
| Saporischschja           | Запоріжжя    | Запорожье (Saporoschje)      |
| Tawrija                  | Таврія       | Таврия                       |
| Wessele                  | Веселе       | Весёлое (Wessjoloje)         |
| Woschod                  | Восход       | Восход                       |